# Blyge Anton
Blyge Anton är en svensk dramafilm från 1940 i regi av Emil A. Lingheim.

## Om filmen
Filmen premiärvisades 6 maj 1940 på biograf Saga i Stockholm. Den spelades in vid Europa Studio i Sundbyberg med exteriörer från Stockholm av Olof Ekman. Som förlaga har man Alexander Faragós pjäs Der Herr Schlögl.

## Roller (i urval)
Källa: 
- Edvard Persson - Karl Anton Malm, kassör i AB Stengårds Skeppsfournering
- Ingrid Luterkort - Mildred Andersson, Malms fästmö, kontorist
- Britta Brunius - Kätie Melin, kontorist, senare ambulanssköterska
- Karl-Arne Holmsten - Arne Boman, Käties fästman, kontorist
- Fritiof Billquist - direktör Stengård
- Torsten Winge - baron Gyllenflycht, styrelseordförande
- Eric Malmberg - direktör Kjellberg, styrelsemedlem
- Elvin Ottoson - Werner, styrelsemedlem
- Axel Lindberg - Ekberg, anställd på Stengårds kontor
- Arthur Fischer - Ågren, anställd på Stengårds kontor
- Elly Christiansson - Dolly
- Astrid Lindgren - Stina, pensionatsuppasserska
- Frithiof Hedvall - Albrecktsson, styrelsemedlem
- Eric Dahlström - Gårdman, Stengårds jurist
- Aurore Palmgren - Mildreds mor
- Kate Thunman - Kontorsstäderska

## Musik i filmen
Källa: 
- Friskt framåt, kompositör Alvar Kraft, framförs instrumentalt av en blåsorkester.
- Ja, må han leva!, framförs instrumentalt av en blåsorkester.
- Med blommor och med blad, kompositör och text Alvar Kraft, sång Inger Sundberg och Sussi Adolfi
- Vi hälsa dig, kompositör Alvar Kraft, text Charles Henry
- S:ta Clara, kompositör Alvar Kraft, instrumental.
- Kätie, kompositör Alvar Kraft, instrumental.
- Sigrid, kompositör Alvar Kraft, instrumental.
- Vid brasan (Jag sitter och drömmer om bortfarna år), kompositör Alvar Kraft, text Charles Henry, sång Edvard Persson och en okänd sångerska
- På bussen, kompositör Alvar Kraft, instrumental.
- Mädel klein, Mädel fein (Du och jag, jag och du), kompositör Franz Lehár, tysk text Alfred Maria Willner, Robert Bodansky och Leo W. Stein, svensk text Björn "Nalle" Halldén, sång Axel Lindberg
- Av ren välgörenhet, kompositör Alvar Kraft, text Charles Henry, sång Edvard Persson som sjunger med en ny text av Alvar Kraft
- Mexiko, kompositör Alvar Kraft, instrumental.
- Vad du vill, kompositör Alvar Kraft, instrumental.
- Intermezzo (Kraft), kompositör Alvar Kraft, instrumental.
- Suomis sång (Laps' Suomen/Suomen laulu) kompositör Fredrik Pacius, svensk text Emil von Qvanten, instrumental.
- Hör oss, Svea kompositör och text Gunnar Wennerberg, instrumental.
- När jag ser dig så ser jag våren, kompositör Alvar Kraft, text Charles Henry, sång Alf Alfer som dubbar Karl-Arne Holmsten och Bullan Weijden som dubbar Britta Brunius
- Det är så lite som behövs till det, kompositör Alvar Kraft, text Charles Henry, sång Edvard Persson